# Präsidentschaftswahl in den Vereinigten Staaten 1868
Die Präsidentschaftswahl in den Vereinigten Staaten von 1868 fanden am 3. November 1868 statt. Es  waren die ersten Wahlen in den Vereinigten Staaten, die nach dem Sezessionskrieg und während der Reconstruction stattfanden. Der Wiederbeitritt der ehemaligen Konföderierten Staaten Texas, Mississippi und Virginia zur Union war noch nicht vollzogen worden. Deshalb konnten diese drei Staaten nicht an der Präsidentschaftswahl teilnehmen.
Die Wiederwahl des Amtsinhabers Andrew Johnson scheiterte an den Leistungen seiner ersten Amtszeit, die er im April 1865 aufgrund der Ermordung von Abraham Lincoln aufgenommen hatte. Johnson hatte sich in den Jahren viele politische Feinde gemacht, die seine Wiederwahl boykottierten. Er weigerte sich unter anderem, den freigelassenen Sklaven die vollen Bürgerrechte zu gewähren, was ihm die Feindschaft der Fraktion der Radikalen Republikaner bescherte, und legte gegen alle Gesetze zur Reconstruction sein Veto ein. Johnson war der erste Präsident, dessen Vetos vom Kongress der Vereinigten Staaten überstimmt wurden. Die Demokraten stellten statt seiner daher Horatio Seymour für die Wahl auf. Sein politischer Gegner war Ulysses S. Grant, der ehemalige Oberbefehlshaber der Unionsarmeen im Amerikanischen Bürgerkrieg und der populärste Militär der Nordstaaten. Grant, ursprünglich ein Demokrat, hatte sich immer mehr den Republikanern angenähert. Im Mai 1868 akzeptierte er die Nominierung für das Präsidentenamt mit Schuyler Colfax als Running Mate. Sein Telegramm an die Republican National Convention, mit dem er seine Kandidatur bestätigte, enthielt das Schlagwort Let us have peace, welches sein erfolgreiches Wahlkampfmotto wurde.
Mit 52,7 % der Stimmen wurde Grant zum 18. Präsidenten der Vereinigten Staaten gewählt.

## Kandidaten
Republikanische Partei

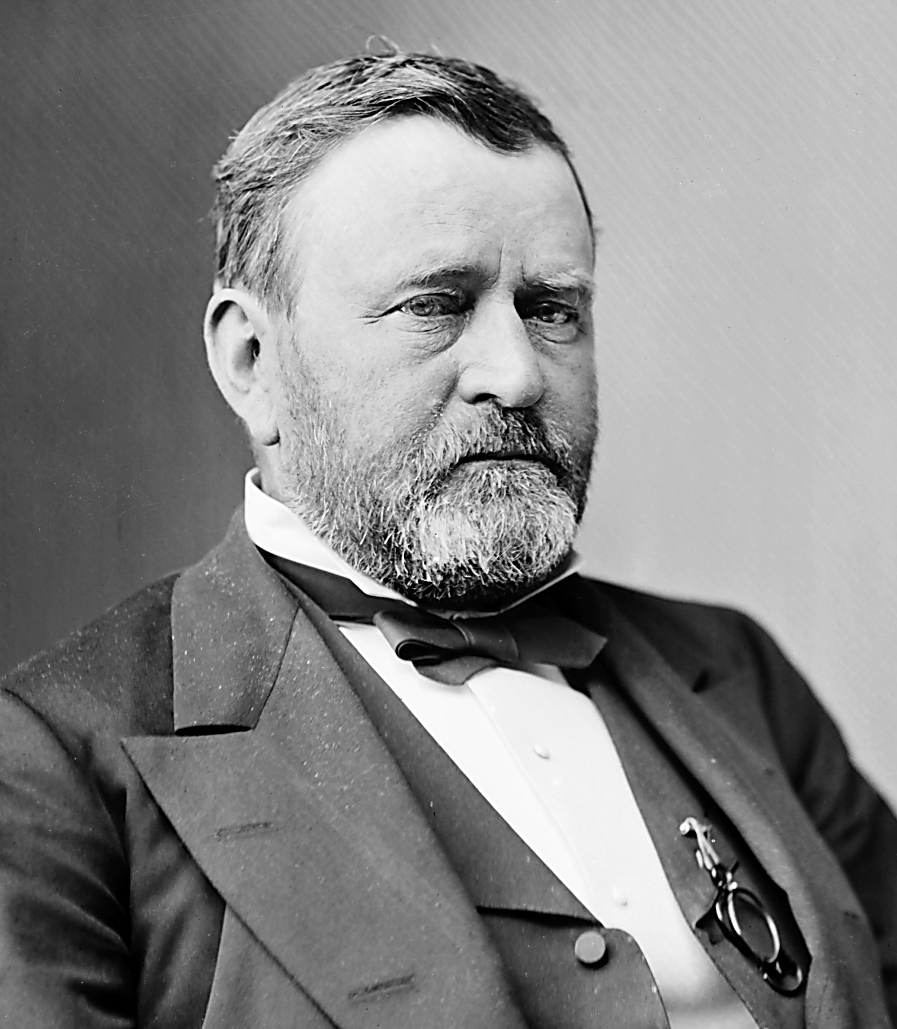
Ulysses S. Grant

Die Republikaner normierten praktisch ohne Gegenkandidaten den Kriegshelden und General aus dem Bürgerkrieg Ulysses S. Grant mit dem amtierender Sprecher des Repräsentantenhauses Schuyler Colfax als seinen Kandidaten für die Vizepräsidentschaft.
Demokratische Partei

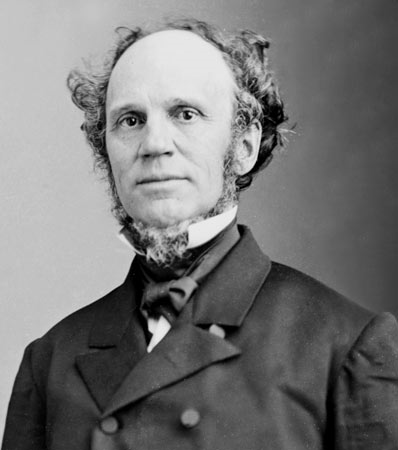
Horatio Seymour

Die Demokraten übergingen bei ihrer Nominierung den anfänglichen Frontrunner George H. Pendleton. Im 22. Wahlgang setzte sich der ehemalige Gouverneur von New York Horatio Seymour als Kompromisskandidat durch. Sein Mitkandidat wurde Francis Blair.

## Ergebnis
| Kandidat         | Partei | Partei       | Stimmen   | Stimmen | Wahlmänner |
| Kandidat         | Partei | Partei       | Anzahl    | Prozent | Wahlmänner |
| ---------------- | ------ | ------------ | --------- | ------- | ---------- |
| Ulysses S. Grant |        | Republikaner | 3.013.650 | 52,7 %  | 214        |
| Horatio Seymour  |        | Demokrat     | 2.708.744 | 47,3 %  | 80         |
| Andere           | Andere | Andere       | 46        | 0,0 %   | —          |
| Gesamt           | Gesamt | Gesamt       | 5.722.440 | 100 %   | 294        |